# Екатерина Йоркская
Екатери́на Йо́ркская (англ. Catherine of York), также Екатери́на Плантагене́т (англ. Catherine Plantagenet; примерно 14 августа 1479, Элтемский дворец, Гринвич — 15 ноября 1527, Тивертон) — английская принцесса из дома Йорков, шестая дочь короля Англии Эдуарда IV и Елизаветы Вудвилл. В замужестве — графиня Девон.
Вскоре после смерти её отца и узурпации трона Ричардом III Екатерина, которой не было и четырёх лет, в числе других детей Эдуарда IV от Елизаветы Вудвилл была объявлена незаконнорождённой. Мать девочки, опасаясь за жизни детей, перевезла их в Вестминстерское аббатство, где семья покойного короля получила убежище и провела около года; позже она перебралась в королевский дворец. Когда Ричард III погиб, а на троне оказался Генрих VII Тюдор, акт, признававший детей Эдуарда IV бастардами, был отменён. Генрих VII женился на старшей из дочерей Эдуарда, Елизавете, а Екатерина стала ценным дипломатическим активом: планировался её брак с Хуаном Арагонским, а позже с шотландским принцем Джеймсом Стюартом, герцогом Россом, но в обоих случаях дело не дошло до свадьбы. В 1495 году Екатерина была выдана замуж за Уильяма Куртене, сына и наследника графа Девона — ярого сторонника короля-Тюдора.
В 1502 году супруг Екатерины был заподозрен в причастности к заговору йоркистского претендента на престол Эдмунда де ла Поля и вскоре был арестован, лишён имущества и прав на наследование и передачу детям титулов и владений отца. Сама Екатерина благодаря протекции сестры осталась на свободе. После смерти Генриха VII в апреле 1509 года новый король простил Уильяма Куртене и вернул ему конфискованные владения; вскоре умер и свёкор Екатерины. В мае 1511 года супругу Екатерины был возвращён титул отца, но уже месяц спустя сам Куртене умер от плеврита.
Оставшись вдовой в 31 год, Екатерина дала обет безбрачия. В 1512 году она получила от короля право пожизненного пользования всеми владениями покойного супруга в графстве Девон, в том же году десятилетнему сыну принцессы Генри был передан титул графа Девона. После смерти мужа Екатерина редко бывала при дворе: одним из немногих визитов стали крестины дочери Генриха VIII принцессы Марии в 1516 году, на которых Екатерина была крёстной матерью. В Тивертоне Екатерина была главой самой влиятельной семьи в округе и владелицей крупного поместья, так что могла вести образ жизни, соответствующий её происхождению. Екатерина умерла в Тивертонском замке в возрасте сорока девяти лет и была похоронена с пышной церемонией в местной церкви Святого Петра. Дети Екатерины стали единственными из всех внуков Эдуарда IV, унаследовавшими от династии Йорков претензии на английский трон.

## Биография

### Происхождение и ранние годы
Точная дата рождения Екатерины неизвестна. Сохранились документы, связанные с изготовлением для неё крестильной купели Пирсом Дрейпером; исходя из них, историки датируют появление принцессы на свет 14 августа 1479 года или несколько более ранним временем. Предположительное место рождения — Элтемский дворец в Гринвиче. Екатерина была шестой дочерью и девятым ребёнком из десяти детей в семье короля Англии Эдуарда IV и Елизаветы Вудвилл. Кормилицей девочки была Джейн или Джоанн, супруга Роберта Колсона, получившая от короля в ноябре 1480 года аннуитетные выплаты в размере пяти фунтов в год.
У Екатерины было шесть сестёр, из которых зрелого возраста достигли только четыре — старшие Елизавета, Сесилия и Анна и младшая Бриджит. Мария, родившаяся в 1467 году, умерла в возрасте 14 лет от какой-то болезни, а Маргарет, родившаяся в 1472 году, умерла в колыбели. У Екатерины было и пятеро старших братьев: трое полнородных и двое единоутробных, от брака матери с Джоном Греем из Гроуби (Томас и Ричард Греи. Младший из полнородных братьев Екатерины, Джордж, умер, прожив примерно два года, а другие двое, Эдуард и Ричард, исчезли из Тауэра в 1483 году в правление их дяди Ричарда III.
По мужской линии Екатерина происходила от короля Англии Эдуарда III. Её дед, Ричард, герцог Йоркский (правнук Эдуарда), был регентом королевства в 1454—1455 годах во время болезни Генриха VI; он заявил о своих правах на корону Англии и таким образом развязал войну Роз. Бабкой принцессы по отцу была Сесилия Невилл, принадлежавшая к влиятельному роду Невиллов с Севера, а по матери приходившаяся внучкой Джону Гонту — сыну Эдуарда III и основателю Ланкастерской династии. Предки Екатерины по матери, Вудвиллы, были бедным и незнатным семейством. Её дед Ричард Вудвилл, простой сквайр, смог жениться на Жакетте Люксембургской, принадлежавшей к знатному французскому роду Люксембург-Линьи, а в первом браке бывшей замужем за Джоном Ланкастерским, герцогом Бедфордом, сыном короля Генриха IV.

### Детство
В апреле 1483 года, когда Екатерине было неполных четыре года, Эдуард IV внезапно умер. За этим последовал политический кризис, резко изменивший положение бывшей королевы и её детей. Старший брат Екатерины Эдуард V, унаследовавший престол, был фактически арестован своим дядей лордом-протектором Ричардом Глостером, а вместе с ним арестовали Энтони Вудвилла и Ричарда Грея (его дядю и единоутробного брата соответственно). Король был перевезён в Лондонский Тауэр, где позже к нему присоединился единственный полнородный брат Ричард; вместе с остальными детьми, в числе которых была и Екатерина, вдовствующая королева укрылась в Вестминстерском аббатстве. Два месяца спустя, 22 июня 1483 года, брак Эдуарда IV с Елизаветой Вудвилл был признан незаконным. Все дети покойного короля парламентским актом Titulus Regius объявлялись незаконнорождёнными и лишались прав на престол и всех титулов. Несколькими днями позже были казнены Энтони Вудвилл и Ричард Грей. 6 июля 1483 года Ричард Глостер был объявлен королём, вскоре после этого перестали поступать какие-либо вести о братьях Екатерины, запертых в Тауэре.
Этим я, Ричард, милостью Божию король Англии и Франции, лорд Ирландии, в присутствии милордов духовных и мирских и мэра и олдермена Лондона обещаю и клянусь словом короля и касаясь святого евангелия Божия, что если дочери дамы Елизаветы Грей, именующей себя королевой Англии, то есть Елизавета, Сесилия, Анна, Екатерина и Бриджит — покинут убежище в Вестминстере под мою ответственность и будут направляться, управляться мною и подчинятся мне, и тогда я поручусь за их жизни, а также за то, что они не пострадают от какой-либо боли, причинённой любой персоной или персонами, им всем или одной из них, их телам или личностям; они или одна из них не будут заключены в Лондонский Тауэр или любую другую тюрьму; но тогда я помещу их в почтенные места с добрым именем и репутацией, и им почтенно и любезно покажут, что их признают и оказывают им милость, и они будут иметь всё требуемое и необходимое как мои родственницы; и затем я выдам замуж тех из них, кто находится в брачном возрасте, за рождённых джентльменами, и каждая из них получит земли и владения с ежегодным доходом в две сотни марок на протяжении всех их жизней; и также будет и с другими дочерьми, когда они войдут в возраст брачного согласия, если доживут до этого. И тем джентльменам, кому посчастливится жениться на них, я честно обязуюсь время от времени выказывать свою любовь и милость, как и их жёнам и моим родственницам, если они будут избегать и остерегаться моего неудовольствия.

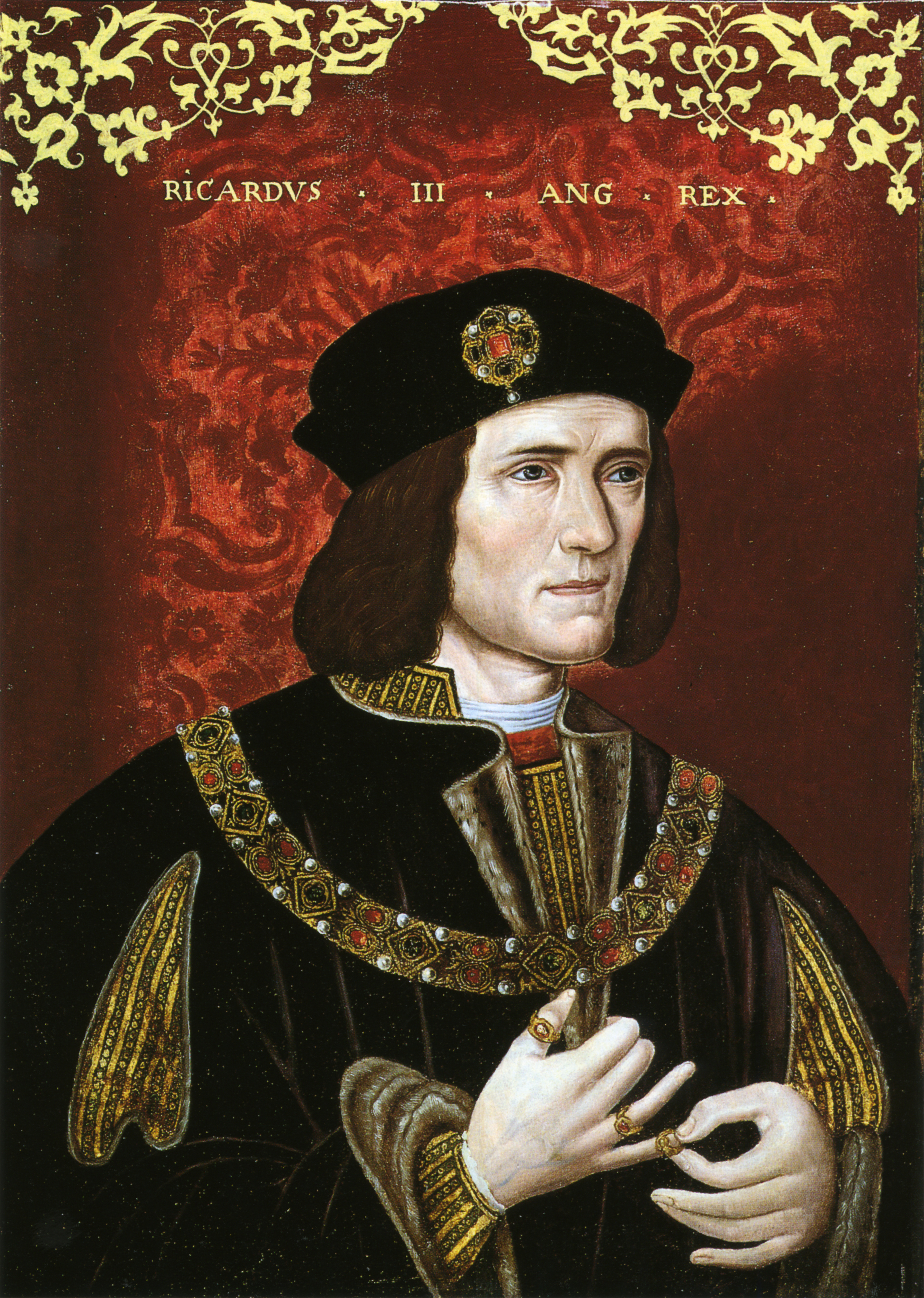
Ричард III, дядя Екатерины, отстранивший от трона её братьев, её саму и её сестёр

В Рождество 1483 года Генри Тюдор, мать которого состояла в заговоре с Елизаветой Вудвилл против короля Ричарда III, поклялся в Ренском соборе, что женится на старшей дочери Эдуарда IV Елизавете или на следующей за ней Сесилии (если брак с Елизаветой по каким-либо причинам будет невозможен) после того, как займёт английский трон. Однако восстание партии Тюдора, которую возглавлял герцог Бекингем, провалилось ещё до этой клятвы. После этого Ричард III согласился на переговоры с вдовой брата. 1 марта 1484 года король публично поклялся, что дочерям его покойного брата не будет причинён вред и что им не будут досаждать; кроме того, Ричард пообещал, что они не будут заключены в Тауэр или любую другую тюрьму, что они будут помещены «в почтенные места с добрым именем и репутацией», а позже будут выданы замуж за «людей благородного происхождения» и получат в приданое земли с ежегодным доходом в 200 марок на каждую. Принцессы перебрались под опеку их «милостивого дяди», выделившего им покои в своём дворце. Историк эпохи Тюдоров Эдвард Холл пишет, что Ричард III «заставил всех дочерей своего брата торжественно прибыть в его дворец; как будто с ним новым — фамильярным и любящими развлечения — они должны были забыть… нанесённую им травму и предшествующую этому тиранию». Согласно общепринятой версии, Екатерина переехала в королевский дворец вместе с сёстрами, но существует предположение, что Екатерина и её младшая сестра Бриджит остались с матерью после выхода из убежища.
Два года спустя, в августе 1485 года, Ричард III погиб в битве при Босворте и новым королём по праву завоевания стал Генри Тюдор. Он выполнил своё обещание и женился на Елизавете Йоркской, а также отменил акт Titulus Regius, лишавший детей Эдуарда IV титулов и прав на престол. Этот акт был изъят из архивов, как и все документы, с ним связанные. В 1492 году умерла вдовствующая королева Елизавета. Екатерина принимала участие в церемонии её похорон, став одной из самых молодых плакальщиц на королевских похоронах. Оставшись круглой сиротой, Екатерина окончательно поселилась при дворе сестры-королевы.

### Брачные планы и брак
Практически с рождения Екатерина была желанной невестой для европейских правителей. Вскоре после её появления на свет, в августе 1479 года, поступило предложение о браке с наследником католических королей — Хуаном, принцем Астурийским, который был старше принцессы на год. 28 августа 1479 года было заключено предварительное соглашение о браке, 2 марта 1482 года этот договор был ратифицирован испанской стороной. Однако в апреле 1483 года внезапно умер отец принцессы, и переговоры были прекращены.
Генри Тюдор, оказавшись на троне, начал строить грандиозные матримониальные планы в отношении родственников жены. В первую очередь он желал установить мир со своим северным соседом — королевством Шотландия. В ноябре 1487 года была заключена предварительная договорённость о браке Екатерины со вторым сыном короля Якова III — Джеймсом Стюартом, герцогом Россом. По той же договорённости сестра Екатерины Сесилия должна была стать женой наследника шотландского короля Джеймса Стюарта, герцога Ротсея, а овдовевший к тому моменту Яков III должен был жениться на матери принцессы — вдовствующей королеве Елизавете. Король Шотландии был убит в июне 1488 года, прежде, чем эти браки были заключены. Переговоры были прерваны и больше не возобновлялись.
До октября 1495 года, вскоре после своего шестнадцатилетия, Екатерина вышла замуж за Уильяма Куртене, сына и наследника графа Девона — богатого и знатного землевладельца Девона и Корнуолла и ярого сторонника Генриха VII и партии Ланкастеров. Род Куртене вёл свою родословную от французского дворянства графства Гатине, а по женской линии — от короля Англии Эдуарда I через его дочь Елизавету Рудланскую. Брак Екатерины и Уильяма был одобрен парламентом во время той же сессии, что и замужество Анны Йоркской, ещё одной дочери Эдуарда IV. Известно, что королева Елизавета оплатила свадебный наряд для жениха и подарила деньги на воспитание будущих детей новобрачных. Находясь в фаворе у короля, супруги Куртене большую часть времени проводили при дворе; Екатерина как первая леди (англ. principal lady) получала жалованье 50 фунтов в год. За пределами двора Екатерина и Уильям предпочитали в качестве резиденции использовать замок Тивертон или древнее родовое гнездо Куртене — замок Колкомб; обе резиденции располагались в Девоне, но Екатерина отдавала предпочтение Колкомбу. У супругов родились трое детей: сыновья Генри и Эдвард и дочь Маргарет.

### Жизнь в опале

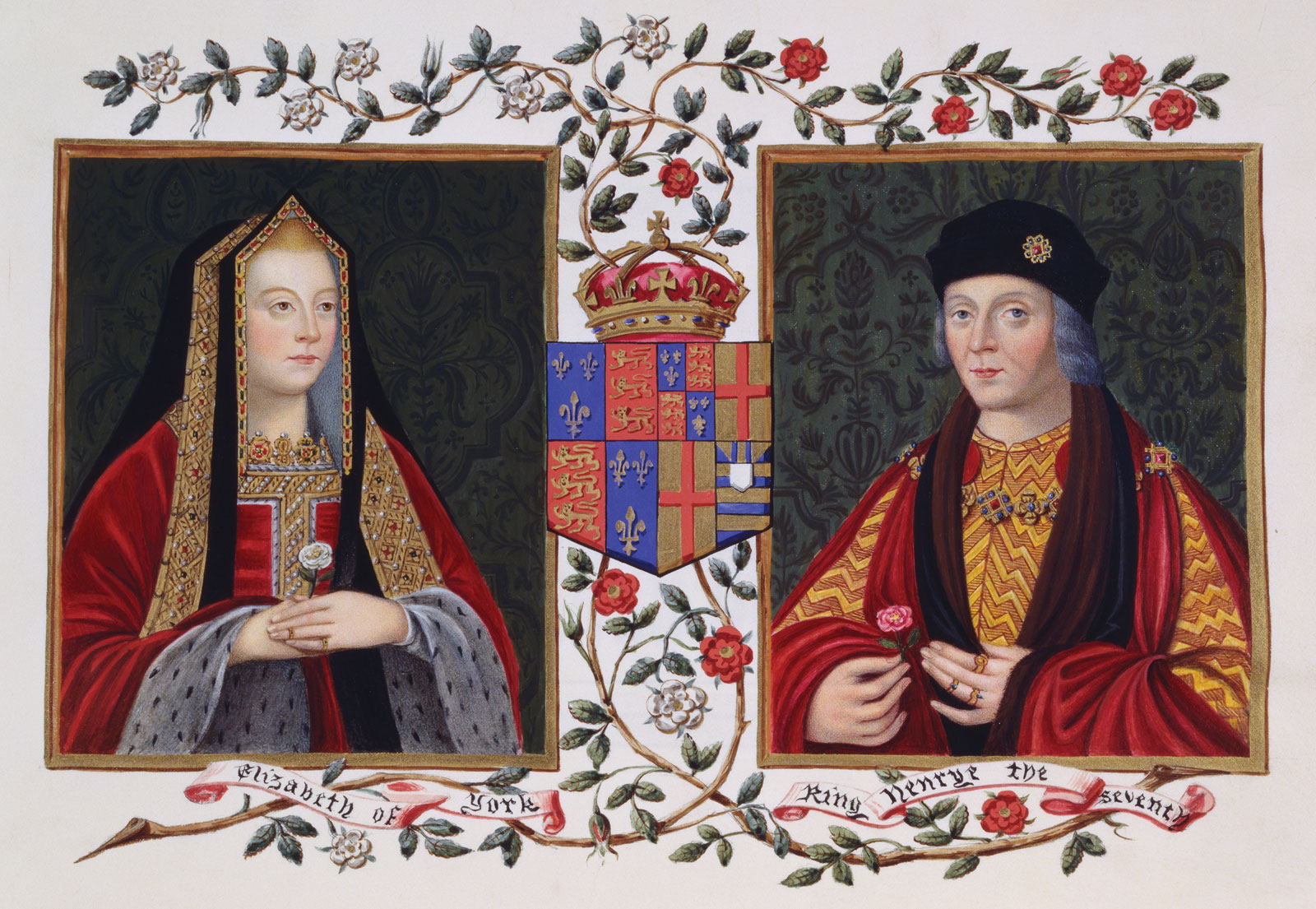
Двойной портрет Елизаветы Йоркской, сестры Екатерины, и Генриха VII

В последующие годы Екатерина была близка со своей сестрой-королевой. Она присутствовала на пышной свадьбе старшего племянника Артура, принца Уэльского, в ноябре 1501 года и на торжествах по случаю обручения старшей племянницы Екатерины, Маргариты, с шотландским королём в январе 1502 года. Однако уже спустя несколько месяцев началась опала: Уильяма Куртене арестовали и отправили в тюрьму по подозрению в поддержке йоркистского претендента на престол Эдмунда де ла Поля. Он провёл в заключении несколько лет, хотя никаких доказательств его вины не было; вероятно, единственной причиной ареста Куртене был его брак с принцессой из дома Йорков. Уильям был лишён имущества и прав на наследование титулов и владений отца, а также права передачи их своим детям; таким образом, после смерти графа Девона его титул и владения должны были отойти короне.
Только благодаря протекции сестры-королевы Екатерина осталась на свободе и при дворе и получила средства к существованию. Елизавета Йоркская распорядилась, чтобы воспитанием и обучением детей Екатерины занялась леди Маргарет Котон, и выделила на это средства. Детей Екатерины перевезли под защиту Котон в загородный дом сэра Джона Хасси в Хаверинг-атте-Бауэре, который в те времена располагался на землях, находившихся в пользовании королевы или вдовствующей королевы. Содержание детей, а также других их слуг, в число которых вошли две служанки, конюх и няньки, тоже оплачивала королева. Она же оплачивала и нужды супруга Екатерины, заключённого в Тауэре. В июне 1502 года умер младший из двух сыновей Екатерины, Эдвард, что стало тяжёлым ударом для принцессы. Скорбь Екатерины усугублялась тем фактом, что болезнь ребёнка была скоротечной, и его мать, пребывавшая с королевой в Нотли, не успела к постели умирающего. Поскольку средств на похороны сына у Екатерины не было, все расходы вновь оплатила её сестра. Елизавета же выделила средства на траурный гардероб для принцессы; распоряжения касательно гардероба Екатерины стали одними из последних проявлений заботы королевы о сестре.
В феврале 1503 года Елизавета Йоркская умерла. Смерть сестры стала для Екатерины большой утратой, так как королева была для неё не только родственницей и близкой подругой, но и покровительницей. Начиная со второго траурного дня Екатерина возглавляла плакальщиц на похоронах сестры; в первый день этот пост занимала главная фрейлина покойной королевы — леди Элизабет Стаффорд, поскольку не был готов гардероб самой Екатерины. Екатерина стала единственным человеком, который присутствовал на всех трёх мессах по покойной королеве.
Оставшись без друзей и поддержки сестры, Екатерина обратилась за помощью к свёкру. Граф Девон выделил ежегодное содержание для внуков — 100 марок для Генри и 200 марок для Маргарет, однако самой Екатерине, вероятно, никаких средств выделено не было, поскольку нет никаких документов, подтверждающих обратное. Вероятно, какую-то помощь тётке оказывал и сын покойной королевы Генрих, ставший к тому моменту наследником престола, однако документальных подтверждений этому тоже нет.

### Возвращение ко двору
Генрих VII умер в апреле 1509 года, и жизнь Екатерины после этого круто изменилась. Заняв трон, племянник принцессы Генрих VIII незамедлительно пригласил тётку ко двору, где та присутствовала на королевских похоронах. Новый монарх оплатил все расходы Екатерины, связанные с переездом ко двору. Тогда же Екатерина получила должность фрейлины при младшей сестре короля принцессе Марии. Одним из первых государственных актов Генриха VIII стало прощение и возвращение владений супругу Екатерины, Уильяму Куртене. Супруги Куртене присутствовали на всех торжествах при дворе, и оба были в таком фаворе у молодого короля, что Екатерина стала единственной крёстной матерью наследника престола Генри Тюдора, появившегося на свет 1 января 1511 года.
Свёкор Екатерины умер в 1509 году, и формально её супруг стал наследником графского титула и владений, однако чтобы получить наследство, Уильяму требовалось одобрение короля и отмена акта о лишении. До тех пор, пока не были соблюдены все формальности, Екатерине, «дражайшей тётушке короля», были назначены аннуитетные выплаты в размере 200 марок. Несмотря на дружелюбный настрой по отношению к тётке и её мужу, Генрих VIII выдвинул ряд условий, при которых Уильяму Куртене могли передать титул и владения его отца. Одним из этих условий был отказ Екатерины от претензий на земли графа Марча, на которые она имела право и как один из потомков Анны Мортимер, и как на личное, не являвшееся собственностью короны, наследство её отца. Екатерина, не имея ни средств, ни желания для борьбы за владения Марчей, приняла предложение племянника, и 12 апреля 1511 года стороны подписали договор.
9 мая или 10 мая 1511 года для Уильяма был воссоздан титул графа Девона, а также отменён акт, запрещавший наследование титулов его детьми. Король гарантировал передачу графской чете некоторых владений, в правление отца принцессы изъятых в пользу короны у Томаса Куртене. Помимо этого, лично Екатерине были переданы несколько усадеб с правом передачи их по наследству.

### Вдовство
К моменту, когда были завершены все формальности, связанные с передачей титула Уильяму Куртене, он был уже серьёзно болен; 9 июня граф скончался от плеврита во дворце Плацентия, где гостил вместе с женой. Король выдал особое разрешение на пышные похороны в аббатстве Блекфрайерс; организацией похорон занималась Екатерина, которую супруг в своём завещании назвал главной исполнительницей его последней воли. После похорон Екатерина распорядилась читать ежедневные мессы и поддерживать круглосуточное горение свечей на могиле Уильяма.
Оставшись вдовой в возрасте тридцати одного года, 6 июля 1511 года Екатерина завершила передачу прав на графство Марч короне и, чтобы обеспечить дальнейшую свободную от матримониальных планов жизнь, 13 июля дала обет безбрачия в присутствии епископа Лондонского Ричарда Фицджеймса. Будучи по натуре весьма деятельной, Екатерина посвятила оставшуюся жизнь наведению порядка в своих владениях и владениях сына. 3 февраля 1512 года она получила от короля право пожизненного пользования всеми владениями покойного супруга в графстве Девон.
В феврале 1512 года Екатерина направила в парламент от лица сына петицию, в которой просила рассмотреть вопрос наследования молодым Генри титула и владений его покойного отца. Петиция была трижды зачитана в палате лордов, однако рассмотрение вопроса отложили, чтобы обсудить его с королём. Причиной задержки стал тот факт, что некоторая наследственная собственность Генри была передана королём чете Куртене до того, как Уильям был восстановлен в правах. Ещё одной причиной стали претензии на владения Томаса Куртене мужей его сестёр-сонаследниц — Хью Конвея, супруга Элизабет, и Томаса Найвета из Бекингема, супруга Джоан. В октябре 1512 года Екатерине при посредничестве епископа Лондонского удалось договориться с обоими претендентами: Конвею были переданы в пожизненное пользование некоторые земли, а также обещана пожизненная рента в размере 177 фунтов; претензии Найвета были отозваны в обмен на пожизненную ренту в размере 200 фунтов.
, во 2-й и 3-й частях на золотом поле лазоревый, вооружённый червленью восстающий лев [дом де Ревьер]. Слева английский королевский герб Йорков: начетверо — в 1-й части королевский герб Англии (в 1-й и 4-й частях в лазоревом поле три золотых лилии, во 2-й и 3-й частях в червлёном поле три золотых вооружённых лазурью леопарда (идущих льва настороже), один над другим) во 2-й и 3-й частях в золотом поле прямой червлёный крест [дом де Бург]; в четвёртой части — в лазорево-золотом поле серебряный щиток; в верхней части щита по углам зеркальное скошенное деление на золото и лазурь, в центральной части — между лазоревыми столпами золотой столп [[[Мортимеры]]]).]]

Герб Екатерины состоит из королевского герба Англии при Йорках и герба её супруга.
Щит разделён надвое. Справа герб Уильяма Куртене, графа Девона: начетверо — в 1-й и 4-й частях в золотом поле три червлёных шара [дом Куртене], во 2-й и 3-й частях на золотом поле лазоревый, вооружённый червленью восстающий лев [дом де Ревьер]. Слева английский королевский герб Йорков: начетверо — в 1-й части королевский герб Англии (в 1-й и 4-й частях в лазоревом поле три золотых лилии, во 2-й и 3-й частях в червлёном поле три золотых вооружённых лазурью леопарда (идущих льва настороже), один над другим) во 2-й и 3-й частях в золотом поле прямой червлёный крест [дом де Бург]; в четвёртой части — в лазорево-золотом поле серебряный щиток; в верхней части щита по углам зеркальное скошенное деление на золото и лазурь, в центральной части — между лазоревыми столпами золотой столп [Мортимеры]).

В ноябре 1512 года парламент одобрил передачу титула и земель покойного Уильяма Куртене его десятилетнему сыну Генри, и со временем сын Екатерины влился в круг приближённых к королю. Сама графиня тоже наслаждалась благосклонностью к ней короля, а свои письма и документы она подписывала как «принцесса Екатерина, графиня Девон, дочь, сестра и тётка королей». Екатерина приняла в качестве своего личного герба королевский герб Англии, объединённый с гербом Куртене и добавлением гербов графов Ольстера и Марча.
Улаживая дела сына, Екатерина не забывала и о единственной дочери: в 1512 году она стала подыскивать Маргарет жениха. Екатерина разослала письма королевским служителям с просьбой определить наиболее выгодных кандидатов в мужья девочке. Дальнейшие события историками описаны противоречиво. Мэри-Энн Эверетт Грин пересказывает местную легенду о том, что вскоре после свадьбы с Генри Сомерсетом, сыном и наследником Чарльза Сомерсета, 1-го графа Вустера, Маргарет, навещавшая мать в родовом замке отца в Колкомбе, подавилась рыбьей костью и умерла; эту же версию подтверждает и надпись на могиле Маргарет. Однако другие источники сообщают, что дочь Екатерины навещала свою двоюродную племянницу Марию в 1520 году. Больше никаких сведений о Маргарет нет, а её муж, в 1526 году унаследовавший титул отца, к этому моменту был женат на другой.

### Последние годы и смерть
После смерти мужа Екатерина редко бывала при дворе, предпочитая жить в замке Тивертон или Колкомбе в Девоне, хотя часто принимала гостей в Колкомбе. Одним из немногих появлений принцессы при дворе стали крестины дочери Генриха VIII принцессы Марии в 1516 году, на которых Екатерина была крёстной матерью. Годом ранее под её опеку была передана Элизабет Грей, виконтесса Лайл, которая стала первой женой сына Екатерины. Самому Генри были пожалованы несколько особняков и другие блага. В Тивертоне Екатерина была главой самой влиятельной семьи в округе и владелицей крупного поместья. Её поместья, управляемые целой сетью служащих, приносили Екатерине годовой доход в размере около 2750 фунтов — крупной суммы, на которую поддерживалось домашнее хозяйство. В 1519 году умер Хью Конвей, претендовавший на некоторые владения Куртене, и Екатерине через парламентский акт были возвращены земли, которые находились в пожизненном пользовании покойного.
Подробные отчёты с начала 1520-х годов показывают, что Екатерина вела образ жизни, подобающий её происхождению: она регулярно покупала предметы роскоши — пряности, французские и рейнские вина и дорогие ткани (такие, как бархат и атлас). Часовня принцессы имела множество красивых облачений, священных сосудов, религиозных книг и изображений святых. Екатерина была в хороших отношениях с прелатами Девона, получала подарки от епископа Эксетера и от аббатов Форда, Бакланда и Ньюенхэма. В 1520-х годах принцесса увлекалась охотой, слушала менестрелей, содержала трёх шутов; в новогодние праздники 1524 года дом Екатерины посетили несколько трупп актёров, а также христославы из Эксетера. Она часто объезжала свои владения, и к 45 годам всё ещё сохраняла активность: много ездила верхом, охотилась и занималась делами. Впрочем, тот факт, что в инвентарный список имущества Екатерины, составленный после её смерти, была включена повозка с лошадьми, может говорить о снижении активности принцессы в её поздние годы.
Екатерина поддерживала добрые отношения с королевской четой: известно, что в 1524 году принцесса отправила им в подарок 20 фунтов. Екатерина регулярно одаривала сына, в частности к рождению внука она послала Генри 200 фунтов и ещё 40 подарила гонцу, сообщившему о рождении Эдварда. Исторические документы описывают принцессу как человека очень доброго: она никогда не ссорилась с соседями, если тем случалось подстрелить дичь в её владениях, и не наказывала строго бедняков, если те решали полакомиться клубникой или кроликом на её земле; кроме того, она регулярно раздавала щедрую милостыню. Весной 1524 года Екатерина заболела. К её постели были вызваны два врача; она разослала распоряжения в свои владения, вероятно, на случай своей смерти, что может говорить о серьёзности болезни. В ближайших церквях молились за здоровье Екатерины. 2 мая 1527 года Екатерина составила завещание, в котором по большей части заботилась о своей душе: она распорядилась о выплате 21 фунта в год на неограниченный период трём священникам, которые должны были ежедневно служить мессы в церкви Святого Петра в Тивертоне в присутствии троих бедных мужчин, которые также получали выплаты раз в неделю. Екатерина умерла 15 ноября 1527 года в Тивертонском замке в возрасте около сорока девяти лет и была похоронена 2 декабря с пышной церемонией в местной церкви Святого Петра. По её распоряжению все слуги должны были присутствовать на похоронах в чёрных одеяниях и получить годовое жалованье. Также на похоронах присутствовали настоятели аббатств Форда, Монтекьюта и Торра; проповедь читал каноник Эксетерского собора. Восьми тысячам бедняков были розданы деньги, чтобы они молились за душу Екатерины.
На могиле принцессы по распоряжению её сына была установлена горизонтальная эффигия. Во время Реформации часовню, в которой была похоронена Екатерина, разрушили протестанты. Впоследствии было обнаружено захоронение, в котором находились останки нескольких человек, поэтому определить, какие из них принадлежат принцессе из дома Йорков, не представилось возможным.

## Потомство
У Екатерины Йоркской и Уильяма Куртене было трое детей:
- Генри (ок. 1496—1538/1539) — 2-й граф Девон, маркиз Эксетер. Был дважды женат: первым браком на Элизабет Грей, вторым — на Гертруде Блаунт[англ.]. От второго брака у Генри было двое сыновей, из которых только один пережил младенчество.
- Эдвард (ок. 1497—1502)
- Маргарет (ок. 1499 — до 1526) — была замужем за Генри Сомерсетом, сыном и наследником Чарльза Сомерсета, 1-го графа Вустера, и Элизабет Герберт, баронессы Герберт. При жизни Маргарет Генри носил только титул барона Герберта, унаследованный им от матери, поскольку титул отца отошёл ему позднее. Считается, что совместных детей у супругов не было[68], однако у Генри была дочь Люси, матерью которой различные источники называют как Маргарет, так и вторую жену Сомерсета.

Поскольку до правления королей из династии Тюдоров не дожил ни один брат принцессы, а её сёстры, помимо королевы Елизаветы, не оставили признанного короной потомства, дети Екатерины стали единственными из всех внуков Эдуарда IV, унаследовавшими от династии Йорков опасные претензии на английский трон, что сыграло роковую роль в жизни потомков принцессы. Хотя сын Екатерины, Генри, некоторое время после смерти матери ещё находился в фаворе у короля, в 1538 году, благодаря доносу кузена Джеффри Поула, была обнаружена переписка Генри с братом Джеффри — кардиналом-католиком Реджинальдом Поулом, претендовавшим на трон Англии. Генри вместе с женой Гертрудой и сыном Эдвардом был арестован и заключён в Тауэре; год спустя Генри был казнён по обвинению в государственной измене. После казни мужа Гертруда была лишена имущества, но получила свободу. Единственному сыну Гертруды повезло гораздо меньше: он провёл в заточении большую часть жизни и был освобождён только в правление королевы Марии I; в 1554 году Эдвард принял лишь пассивное участие в восстании Уайатта, благодаря чему был выслан из страны, а не казнён. Он умер в Падуе в 1556 году, став последним потомком Екатерины Йоркской.

## В культуре
Екатерина является одним из персонажей романов Филиппы Грегори «Белая королева» и «Белая принцесса». В телесериале «Белая принцесса» роль Екатерины исполнила Ава Мастерс.